# Mellicta eos
Mellicta eos är en fjärilsart som beskrevs av Adrian Hardy Haworth 1803. Mellicta eos ingår i släktet Mellicta och familjen praktfjärilar. Inga underarter finns listade i Catalogue of Life.